# Abdul Aziz Umar

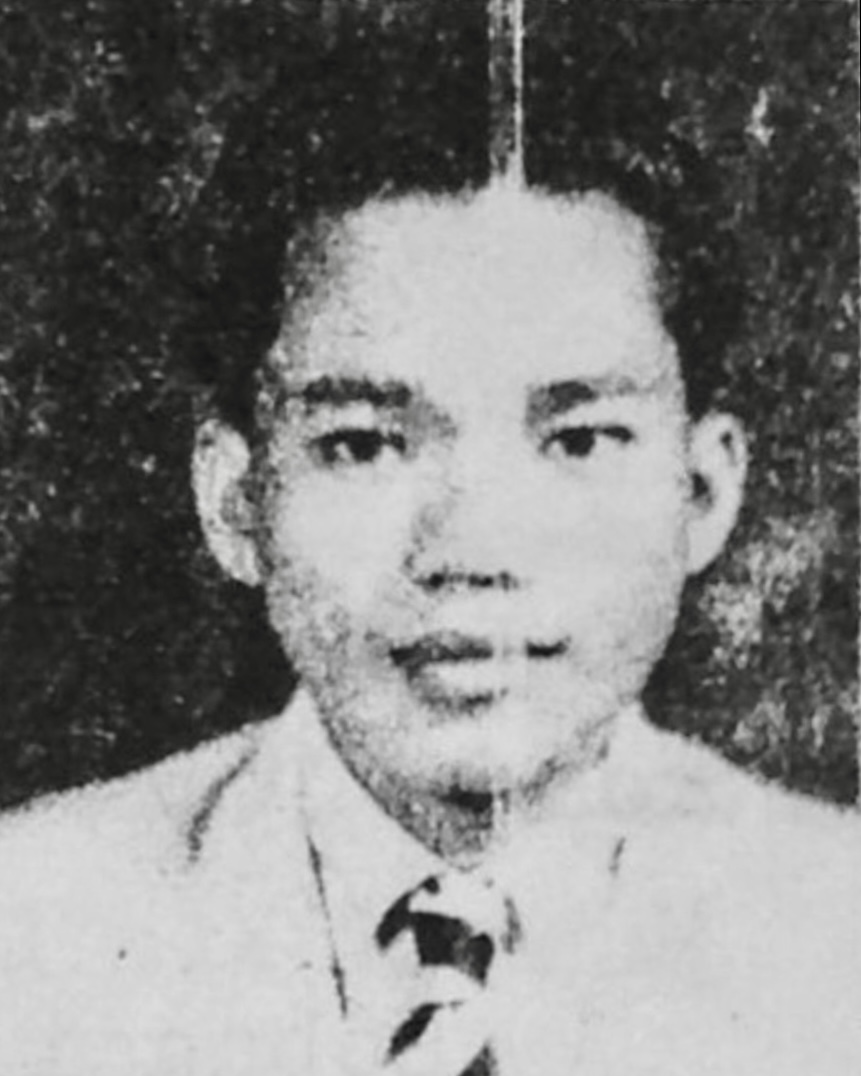
Abdul Aziz Umar in 1958.

Abdul Aziz bin Umar GBE (auch: Pehin Abdul Aziz Umar, geb. 20. März 1936) ist ein Adliger und Politiker in Brunei. Er hat zahlreiche wichtige Posten in der Regierung von Brunei eingenommen. Unter anderem war er Minister of Communications, Minister of Education und Minister of Health. Sein letztes Amt als Bildungsminister hatte er von 1988 bis zum 24. Mai 2005 inne. Er diente als Beamter seit 1964 und hatte schon verschiedene Ämter bis zur Unabhängigkeit Bruneis 1984, unter anderem kommissarisch Chief Minister (Menteri Besar).
„Pehin Abdul Aziz“ war eine der führenden Figuren bei der Einführung von Melayu Islam Beraja als Bruneis Nationalphilosophie in den Jahren nach der Unabhängigkeit, als die sozio-politische Ausrichtung des Landes noch nicht voll definiert war. Er war auch einer der Hauptverantwortlichen für die Einführung der Idee in das Bildungssystem. 2015 war er noch Mitglied des Privy Council of Brunei, des Islamic Religious Council of Brunei, des Customs Council of Brunei, des Religious Teaching University College Meeting in Seri Begawan, des Board of Trustees des Oxford Center im Vereinigten Königreich und im Rabitah Al-Alam in Saudi-Arabien.

## Leben

### Jugend und Ausbildung
Abdul Aziz wurde am 20. März 1936 in Bandar Seri Begawan geboren und begann seine Schulausbildung an der Roman Catholic School in Bandar Seri Begawan. Dann ging er an die Sultan Muhammad Jamalul Alam Malay School (1950–1956). Nach Abschluss seiner Schulausbildung ging er an das Batu Lintang Teachers’ College in Kuching, Sarawak, Malaysia. Er kam dann zurück nach Brunei um sein weiterführendes Studium am Sultan Omar Ali Saifuddien College zu machen. 1957 ging er an das Westminster College of Commerce in London und an die Woodchester School in Gloucestershire, England. An der University of Birmingham erhielt er 1964 einen Bachelor of Social Science in Wirtschaft, Politik und Soziologie.

### Karriere
Abdul Aziz arbeitete für die Regierung von Brunei für fast 41 Jahre, war unter anderem Administrative Service Officer (ab 20. Oktober 1964), Director of Resettlement (1966), Controller of Customs and Excise (1967), Director of Public Works (1970), Director of Establishment (1971), Commissioner of Lands (30. März 1972–7. April 1972), Commissioner of Development (1972), Chairman of the Municipal Board (1973), State Secretary of Brunei (1974–1981) und Acting Chief Minister (1. September 1981–31. Dezember 1983).
Nach der Unabhängigkeit von Brunei wurde er Bruneis erster Minister of Education and Health (1. Januar 1984–21. Oktober 1986) im ersten Kabinett. In dieser Funktion unterzeichnete er am 22. April 1986 im Gästebuch der National University of Singapore (Kent Ridge National University). Er wurde als erneut ernannt als der zweite Minister of Communications (21. Oktober 1986–30. November 1988). Am 11. August 1988 gab er die Anweisung für die Durchführung des Post Office Act (Chap. 52). Vom 30. November 1988 bis 24. Mai 2005 kehrte er nochmals in die Rolle des Minister of Education zurück.
Während des Amedeo Corporation Scandals 1998 führte Abdul Aziz die Regierungskommission, die mit der Untersuchung beauftragt war und die Kontrolle über alle 27 Firmen von Jefri Bolkiahs Amedeo Corporation übernahm. Nachdem es eine Anklage gegeben hatte, dass diese Geld unterschlagen hätten. Die Regierung von Brunei und Prinz Jefri verwickelten sich in einen unüblichen drei Monate langen Prozess, aber am 13. Mai 2000 wurde veröffentlicht, dass der Prinz sich in einem außergerichtlichen Vergleich mit der Verwaltung von Sultan Hassanal Bolkiah geeinigt hatte. Als der fromme Pehin Abdul Aziz Umar die Kontrolle über die Brunei Investment Agency (BIA) übernahm, anstatt von Prinz Jefri, wurde religiöse Autorität eingesetzt um die Monarchie zu unterstützen. Abdul Aziz Umar war zu der Zeit Minister of Education, Acting Minister of Health und Head of the Financial Task Force. Er erklärte:

“With this settlement, Insha Allah (God willing), all assets such as hotels, buildings, lands, shares and other similar assets in Brunei Darussalam and overseas, which were acquired with money derived from BIA and are at present under the control of his Highness (Prince Jefri) and his family, will be returned to the BIA.”

„Mit dieser Regelung, In schāʾa ʾllāh, werden alle Vermögenswerte, wie Hotels, Gebäude, Land, Anteile und andere vergleichbare Werte in Brunei Darussalam und in Übersee, welche mit Geldern der BIA erworben wurden und derzeit unter der Kontrolle seiner Hoheit (Prinz Jefri) und seiner Familie stehen, zur BIA zurückgebracht.“

### Weitere Aufgaben
Darüber hinaus hatte Pehin Abdul Aziz zahlreiche andere Sonderfunktionen inne, sowohl auf nationaler, als auch auf internationaler Ebene. Er war  Mitglied des State Legislative Council, Mitglied des Council of Succession, Mitglied des Council of Ministers, Mitglied des Privy Council, Mitglied des Islamic Religious Council, Mitglied des Brunei Investment Advisory Board, erster stellvertretender Vorsitzender des Board of Directors der Royal Brunei Airlines (RBA), Non-Executive Director von Brunei Shell Petroleum (BSP), Non-Executive Director von Brunei Liquefied Natural Gas (BLNG), Vorsitzender des National Development Committee, Sekretär des Brunei Defence Council, Vorsitzender des Brunei Defence Council, Vice-Chancellor der Universiti Brunei Darussalam (1985–1986; 1989–1991), Vorsitzender des Supreme National Council of Malay Islamic Monarchy of Brunei Darussalam, Vorsitzender des Brunei Darussalam National Accreditation Council, Präsident des Brunei Youth Council, Vorsitzender des Universiti Brunei Darussalam Council, Vorsitzender des National Education Council, Vorsitzender des Yayasan’s Administrative Committee (5. Oktober 2000–31. Dezember 2008), Vorsitzender der Brunei Investment Agency (BIA) und zuletzt Vorsitzender der Tahfiz Al-Quran Sultan Haji Hassanal Bolkiah Institution.
Außerhalb von Brunei war er Mitglied des Board of Trustees des Oxford Centre for Islamic Studies United Kingdom (OXCIS) (seit 15. Mai 1998), stellvertretender Vorsitzender der Organisation der islamischen Welt für Bildung, Wissenschaft und Kultur (Islamic Educational, Scientific and Cultural Organisation, ISESCO) und ein Emeritiertes Mitglied des International Council of Education for Teaching.

### Alter
Abdul Aziz erklärte am 12. April 2021, dass die Brunei Malay Teachers Association (PGGMB), die vor 82 Jahren gegründet worden war, modernen Ansprüchen genügen müsse um nationalen Fortschritt zu ermöglichen. Während der Eröffnungszeremonie des 71. DelegiertenVersammlung der PGGMB 2020–2021 an der PGGMB School Sungai Akar, führte er aus:

“How can PGGMB shape itself to be relevant in this age? Because PGGMB today cannot justify itself on the needs and goals of the community 82 years ago. This is our challenge today, on how we can inculcate PGGMB to be of noticeable significance in today’s community, so that the community will not turn away, except for its vital role in developing our beloved nation. Relevance will only be visible through unity of Malay teachers in the country, that is revolved around the national interest and the community at large.”

„Wie kann sich PGGMB so gestalten, dass sie in diesem Zeitalter relevant ist? Denn PGGMB kann sich heute nicht mit den Bedürfnissen und Zielen der Gemeinschaft von vor 82 Jahren rechtfertigen. Das ist unsere heutige Herausforderung: Wie können wir PGGMB zu einer spürbaren Bedeutung in der heutigen Gemeinschaft verhelfen, damit sich die Gemeinschaft nicht abwendet, abgesehen von ihrer entscheidenden Rolle bei der Entwicklung unserer geliebten Nation? Relevanz wird nur durch die Einheit der malaiischen Lehrer im Land sichtbar, die sich um das nationale Interesse und die Gemeinschaft insgesamt dreht.“

## Familie
Abdul Aziz ist verheiratet mit Datin Paduka Hajah Zaharah binti Haji Idris. Mit ihr hat er fünf Kinder, unter anderen Anita Binurul Zahrina. Geschwister sind Tahir Umar (1923–2014), der ebenfalls in der Regierung tätig war und Staatsanwalt, sowie der Halbbruder Jamil Al-Sufri.

## Ehrungen

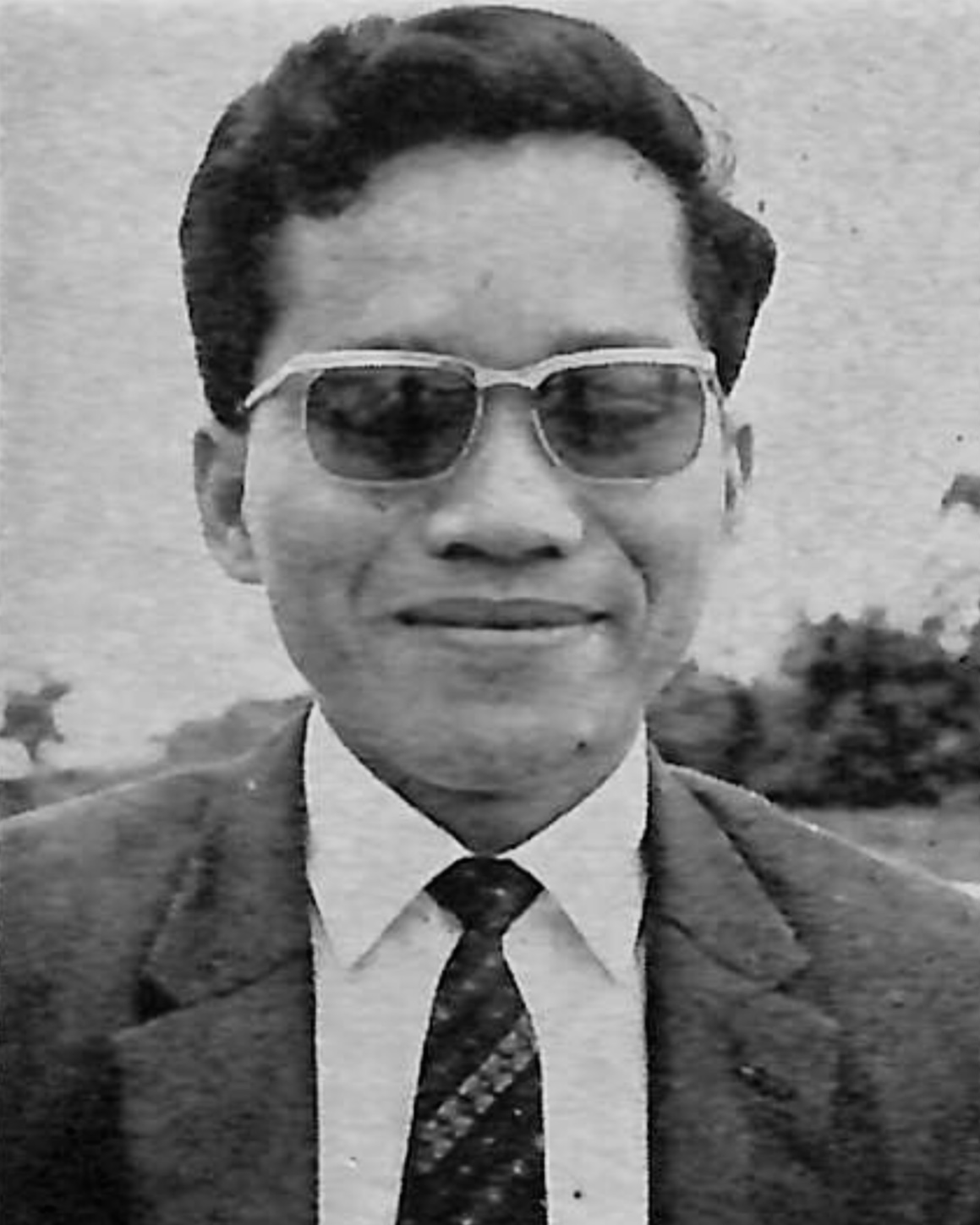
Abdul Aziz als Präsident des Youth Council (1967–1968).

### Titel  und Preise
Pehin Abdul Aziz wurde am 5. September 1977 mit dem Titel Yang Berhormat (The Honourable) Pehin Orang Kaya Laila Wijaya ausgezeichnet. Weitere Ehrungen:
- Youth Leadership Merit (2006)[19]
- Outstanding Health Award
- Prominent Religious Award (2009)
- Sultan Haji Omar Ali Saifuddien Education Award (24. September 2011)[20]
- SEAMEO Recognition Award (7. Mai 2015)[4][21]
- Distinguished Fellow Award. International Council on Education for Teaching (ICET)

### Orden
Brunei
- Order of Setia Negara Brunei First Class (PSNB) – „Dato Seri Setia“ 1975.
- Order of Paduka Seri Laila Jasa First Class (DSLJ) – „Dato Paduka Seri Laila Jasa“ 1970.
- Order of Seri Paduka Mahkota Brunei Second Class (DPMB) – „Dato Paduka“ 1972.
- Long Service Medal (PKL) 1994.
- Meritorious Service Medal (PJK) 1973.
- Coronation Medal First Class 1968.
- Proclamation of Independence Medal 1984.
- Sultan Silver Jubilee Medal First Class 1992.
- Universiti Brunei Darussalam Doctor in Literature (D.Litt.) 1996.

Vereinigtes Königreich
- -  Order of the British Empire Knight Grand Cross (GBE) – Sir
  - University of Birmingham Doctor in Law (LLD) Juli 1994.
  - Royal College of Surgeons Fellowship 1997.
  - University of Liverpool Doctor in Law (LLD) 3. Juli 2000.

Thailand
- - Weißer Elefantenorden

Pakistan
- -  Sitara-i-Imtiaz

Jordanien
- -  Order of the Star of Jordan (Wisam al-Kawkab al-Urduni; الكوكب الأردني) Grand Cordon

Malaysia
- - Universiti Teknologi Malaysia Doctor of Engineering (DEng) 1991.

Indien
- - Aligarh Muslim University Doctor in Letters (D.Litt.) 1999.